# SC Hakoah Wien
SC Hakoah Wien is Oostenrijkse sportclub uit de hoofdstad Wenen. De sportclub was met 5000 leden lange tijd een van de grootste sportclubs ter wereld. De voetbalafdeling werd samengesteld uit Joodse spelers over heel Europa. Ook in andere sporten was de club actief en de atleten van de club wonnen internationale en olympische titels voor Oostenrijk.
Na de Anschluss van Oostenrijk bij het Duitse Rijk werd het Hakoahterrein in beslag genomen en de vereniging werd verboden in 1941. Enkele spelers verhuisden naar Palestina en richtten daar Hakoah Tel Aviv op dat later fuseerde met Maccabi Ramat Gan en zo Hakoah Maccabi Ramat Gan werd.

## Geschiedenis

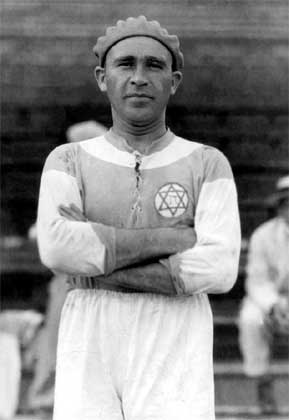
Speler Béla Guttmann (1925)

Hakoah werd in 1909 opgericht als reactie op het toenemend antisemitisme. Joden konden vrijwel geen lid meer worden van de bestaande sportverenigingen.
Hakoah was een van de eerste teams die internationale wedstrijden gingen spelen. Bij zulke wedstrijden kwamen er duizenden Joodse supporters kijken. In 1923 won Hakoah met 5-1 van West Ham United. West Ham trad met een reserveteam aan, maar toch heeft Hakoah de eer om als eerste continentale club te winnen van een Engels team.
In 1925 deed Hakoah mee aan de titelrace. Doelman Alexander Fabian brak zijn arm en op dat moment waren vervangingen nog niet toegestaan. Hij wisselde van plaats met een speler en scoorde 7 minuten later de winnende goal waardoor Hakoah de landstitel haalde. Een jaar later toerde de club door de Verenigde Staten en trok 46000 toeschouwers, een record in die tijd. Enkele spelers gingen in op aanbiedingen van Amerikaanse clubs om daar te spelen, ook werd een nieuw team opgericht Hakoah All-Stars. Door het vertrek van vele spelers verloor de club ook aan kracht in de competitie.
Na de Tweede Wereldoorlog werd de club heropgericht en bestaat vandaag de dag nog steeds, enkel de voetbalafdeling werd in 1949 afgeschaft.
In 2000 kocht de Joodse gemeenschap in Wenen de oude terreinen en telt nu 400 leden. Er werd een nieuwe voetbalclub opgericht die in de lagere klassen speelt als Maccabi Wien.

## Erelijst
- Landskampioen: 1925